# Дімітріс Контопулос
Дімітріс Контопулос (грец. Δημήτρης Κοντόπουλος, 9 листопада 1971, Афіни) — грецький композитор, поет-пісенник, музичний продюсер, відомий передусім кількома хітами для учасників конкурсу Євробачення Греції, Росії, України та Білорусі.

## Біографія
Дімітріс Контопулос народився в Афінах 9 листопада 1971 року. Після закінчення школи Зірідіс він продовжував навчатись озвучуванню фільмів в Музичному коледжі Берклі в Бостоні, штат Массачусетс, та Університеті Південної Каліфорнії в Лос-Анджелесі.
Дімітріс Контопулос одружений і має двох дітей, проте уникає публічних виступів, рідко дає інтерв'ю у засобах масової інформації часто, оскільки вважає, що публічність несумісна із конфіденційністю приватного життя.

### Кар'єра в музичній індустрії
Дімітріс Контопулос почав писати музику для виконавців грецької естради наприкінці 1999 року. 2000 року композитор заснував в Афінах свою власну студію звукозапису VOX Recording Studios. 2003 року він взяв участь у національному відборі до конкурсу Євробачення, коли написав пісню «Міа Stigmi» для виконання Яннісом Вардісом. Проте Вардіс посів друге місце, поступившись виконавиці Mando із піснею «Never Let You Go», яка й представила Грецію на Євробаченні. Хоча «Міа Stigmi» не перемогла у національному фіналі, пісня очолювала грецькі сингл-чарти впродовж 11 тижнів.
Маючи дружні стосунки із Філіпом Кіркоровим, 2005 року Контопулос знову написав пісню для Євробачення, але цього разу для російської виконавиці Анастасії Стоцької. Пісня «Shadows» у її виконанні посіла третє місце в національному відборі Росії. 2006 року Греція сама приймала конкурс Євробачення після перемоги Єлени Папарізу з піснею «My number one» в Києві, і Контопулос в черговий раз намагався перемогти в грецькому фіналі як композитор, цього разу написавши пісню «Welcome To The Party» для Анни Віссі. Проте у відборі перемогла пісня Нікоса Карвеласа «Everything», яку співачка й виконала на конкурсі. Хоча «Welcome To The Party» посіла другу сходинку, журі обрало її відкривати перший півфінал Євробачення 2006.
Після перерви у 2007 році Контопулос повернувся з піснею «Always and Forever» у виконанні Костаса Мартакіса. На національному відборі пісня посіла друге місце, поступившись «Secret Combination» Каломіри. Також 2008 року Дімітріс Контопулос спільно із Філіпом Кіркоровим написав пісню «Shady Lady» для Ані Лорак, яка посіла 2 місце в фіналі Євробачення 2008.
Впродовж 2008—2009 років в студії VOX Recording Studios Ані Лорак записувала свій альбом «Солнце». Автором пісень і продюсером альбому виступив Дімітріс Контопулос. Виконавчим продюсером альбому став Філіп Кіркоров.
19 липня 2008 року оголошено, що Дімітріс Контопулос стане композитором пісні для участі Сакіса Руваса в конкурсі Євробачення 2009. Контопулос написав три пісні: «Out of control» «Right on Time» і «This is our night». У фіналі національного відбору в лютому 2009 року грецька аудиторія обрала пісню «This is our night». На конкурсі Рувас посів 7 місце.
2010 року Контопулос написав для Руваса пісню «Spase ton hrono», яка очолювала грецькі чарти впродовж декількох місяців. Також у березні 2010 року Контопулос став членом журі телевізійного талант-шоу «Greek Idol».
7 січня 2013 року на радіо «89,8 Δρόμος fm» відбулася прем'єра нової пісні Контопулоса «Η αγάπη έρχεται στο τέλος» (текст написав Нікос Мораїтіс). Пісня є саундтреком до фільму «Love in the end» , який вийшов на екрани кінотеатрів Греції 14 лютого 2013 року. Першим виконавцем пісні є Антоніс Ремос. У 2013 році Контопулос написав пісню «Hold me» для  Фарида Мамадова, учасника конкурсу  Євробачення 2013. 
Загалом Дімітріс Контопулос написав 14 альбомів для різних виконавців, з яких 8 здобули статус платинового, а 2 стали двічі платиновими. Серед зірок, які також працювали з Контопулосом: Міхаліс Хатзіянніс, Кеті Гарбі, Ірині Меркурі, Сарбель, Дмитро Колдун, Антоніс Вардіс, Пеггі Зіна та інші.
2013 року Дімітріс Контопулос написав пісню Hold Me, із якою азербайджанський співак Фарид Мамадов посів 2-ге місце у пісенному конкурсі Євробачення 2013.
У 2016 році Сергій Лазарєв представив Росію на конкурсі Євробачення 2016 з піснею Контопулоса "You Αre the Only One"та зайняв 3-тє місце. Пісня, яка була представлена на YouTube 5 березня 2016, протягом 24 годин набрала понад 2.000.000 переглядів.

## Нагороди
- 2003 Arion Award (IFPI) Найкращий поп-альбом «Apogiosi», Іро
- 2006 Arion Award (IFPI) Найкраща поп-пісня «Pano Stin Trela Mou», Ванеса Адамопулу
- 2006 Arion Award (IFPI) Найкращий саунд-трек «Loufa & Paralagi»
- 2007 Arion Award (IFPI) Найкраща поп-пісня «Ola Gyro Sou Girizoun», Сакіс Рувас

## Роботи для кінематографа
- «Η Λίζα και οι άλλοι»
- «Βίτσια Γυναικών»
- «Δεκαπενταύγουστος»
- «Ε.Δ.Ε.Μ»
- «Απόλυτη Στιγμή»
- «Γύρω Γύρω Όλοι»
- «Money Go Round»
- «The Midnight Kicker»
- «How To Escape»
- «Christmas Gift»
- «Trapped»
- 'Λούφα και παραλλαγή σειρήνες στο Αιγαίο'
- 'Ψυχραιμία'
- 'Duress'

## Роботи для театру
- «Καμμένα Βούρλα»
- «Τα παιδιά στην Εξουσία»
- «Ολική Έκληψη»
- «Τα Δάκρυα της Κλειτεμνίστρας»
- «Franky and Johnny»